# OpenEyes Filmfest Marburg
| Trägerverein | 1994–2019: Café Trauma e. V.2020 - heute: Verein zur Förderung der Filmkultur in Marburg e. V. |
| Gründung     | 1994                                                                                           |
| Sitz         | Marburg                                                                                        |
| Website      | www.openeyes-filmfest.de                                                                       |
| ------------ | ---------------------------------------------------------------------------------------------- |

Logo des Festivals

Das OpenEyes Filmfest Marburg ist ein jährlich im Juli in Marburg stattfindendes mehrtägiges Open-Air-Filmfestival für Kurzfilm. Das Festival zeigt neueste nationale und internationale Kurzfilme im Publikumswettbewerb und legt einen besonderen Schwerpunkt auf die Erforschung der Grenzen und Möglichkeiten der filmischen Form.
Darüber hinaus stellt es spezielle Plattformen für lokale oder wenig bekannte Kurzfilme bereit und widmet sich gezielt der Unterstützung von Nachwuchstalenten im Bereich der Festivalorganisation und des Festivaldesigns.
Das Filmfestival finanziert sich maßgeblich durch Förderung der Hessen Film und Medien GmbH, der Universitätsstadt Marburg sowie durch eigene Einnahmen und Unterstützer. Trägerverein ist seit 2020 der Verein zur Förderung der Filmkultur in Marburg e. V.
Das OpenEyes Filmfest ist Mitglied im ‚Verbund der Hessischen Filmfestivals‘ und Gründungsmitglied der bundesweiten AG Filmfestival.

## Wettbewerb
Alle Festivalfilme werden im Rahmen eines Publikumswettbewerbs gezeigt. Hiervon ausgenommen sind Sondervorstellungen wie Retrospektiven, Kooperationen oder ähnliche Formate.
Aus den Wettbewerbs-Filmen wählen die Besucher online oder via Stimmkarten ihre Favoriten. Der undotierte Publikumspreis wird in der Regel in vier Kategorien vergeben:
1. Spielfilm
2. Dokumentarfilm
3. Experimentalfilm | Musikvideo
4. Animationsfilm

Zusätzlich gibt es jährlich thematische Festival-Schwerpunkte mit eigenem Wettbewerb. Während des Festivals werden ca. 100 Kurzfilme an verschiedenen Spielorten im Wettbewerb gezeigt, ausgewählt aus ungefähr 1200 Einsendungen jährlich (Stand 2021). Darüber hinaus ermöglicht ein Open-Screen eine unkomplizierte und spontane Einreichung von Filmen außerhalb des Wettbewerbs. Jährlich werden die Wettbewerbsfilme von etwa 1200–2000 Besuchern gesehen.

## Historie
Initiiert wurde das OpenEyes Filmfest 1994 durch das soziokulturelle Zentrum Café Trauma, zunächst unter dem Namen 'Mittelhessisches Amateur Filmfest'. Anfangs wurden Kurzfilme aus der Region und angemietete Langfilme in der Burgruine Amöneburg aufgeführt. 1996 wurde erstmals aus Einsendungen ein Filmprogramm ausgewählt und das Festival erhielt den heutigen Namen. In den Jahren 2007 bis 2009 fand es im Neuen Botanischen Garten in Marburg statt. Ab 2010 fand das Festival auf dem Gelände des Kulturzentrums g-Werk in Marburg statt. Seit 2010 bietet das OpenEyes Filmfest zudem eine Lehrveranstaltung an der Philipps-Universität Marburg zur Festival-Organisation und Kuration an.
2013, zur 20. Ausgabe des Festivals, hat das OpenEyes Filmfest eine Kurzfilm-DVD mit Publikumslieblingen der vergangenen zwanzig Jahre herausgegeben. Von 2011 bis 2019 zeigte das Filmfestival monatlich unter dem Titel ‚OpenEyes Filmfest – Die Serie‘ moderierte Kurzfilm-Zusammenstellungen aus dem eigenen Archiv zu thematischen, technischen oder ästhetischen Schwerpunkten.
Im Jahr 2020 musste das Festival aufgrund der COVID-19-Pandemie ausfallen. Seit 2020 wird es vom Verein zur Förderung der Filmkultur in Marburg e. V. getragen. Im Sommer 2021 fand das OpenEyes als Hybridfestival mit dem Themenschwerpunkt Unsichtbarkeit statt. Im darauffolgenden Jahr kam es aufgrund einer Konsolidierungspause zunächst zu einer erneuten Aussetzung des Festivals, 2023 wurde der Festivalbetrieb wieder aufgenommen. Sowohl das OpenAir-Filmprogramm als auch alle weiteren Screenings und Events finden seit 2023 in der Waggonhalle Marburg als neue Spielstätte statt.
2021 wurden im Zusammenhang mit einem von der Aktion Mensch geförderten Projekt und in Kooperation mit der Deutschen Blindenstudienanstalt und der AG Sprechwissenschaft der Philipps-Universität erstmals für einen Teil der Festivalfilme selbstständig Hörfilmfassungen produziert. Dieses Projekt wurde 2023 mit der Unterstützung der Heidehof Stiftung fortgesetzt.

## Filmkabinett
Das Filmkabinett (ehemals Garagenkino) ist eine jährliche Initiative im Rahmen des OpenEyes Filmfest. Organisiert von Studierenden der Philipps-Universität Marburg bietet es lokalen Amateurfilmschaffenden die Gelegenheit, ihre Werke auf einer Leinwand vor Publikum zu präsentieren. Das Konzept wurde 2010 eingeführt, um gezielt Nachwuchsarbeit im Rahmen des Festivals zu fördern. Genre und Inhalt sind den Filmschaffenden überlassen, es findet keine Vorauswahl statt, solange die Spieldauer 15 Minuten nicht überschreitet und die Filmschaffenden anwesend sind. Das Filmkabinett hat sich in den letzten 13 Jahren etabliert und schafft eine Verbindung zwischen Amateur- und professioneller Film- und Festivalarbeit.

## Preisträger
Im Laufe der Jahre haben sich die Kategorien für die Vergabe der Publikumspreise verändert. Von 1994 bis 1999 wurden Preisträger mit einem 1., 2. und 3. Platz ausgezeichnet. Ab 2010 wurden die Kategorien auf Hochschul- und Nichthochschulfilm umgestellt. Seit 2011 bewertet das Publikum Kurzfilme im Publikumswettbewerb in den Rubriken Spielfilm, Experimentalfilm/Musikvideo, Animationsfilm und Dokumentarfilm.

### 2011
|          | Spielfilm                                           | Animationsfilm                         | Dokumentarfilm                            | Experimentalfilm                                                               |
| -------- | --------------------------------------------------- | -------------------------------------- | ----------------------------------------- | ------------------------------------------------------------------------------ |
| 1. Platz | Armadingen von Philipp Käßbohrer                    | Ente, Tod und Tulpe von Matthias Bruhn | Teheran Kitchen von Pola Beck             | In Rockland: ein Fragment von F. Balzer, S. Greiner, R. Hofmann, L. Lassonczyk |
| 2. Platz | Ab Morgen von Raphael Wallner und Stefan Elsenbruch | Der Zusammenhang von Christian Höllner | Carmen von Vanessa Gräfingholt            | Who Lynched the Guy von L. Johna, A. Krauß, L. Losensky, S. Hamann             |
| 3. Platz | Rausch von Verena Jahnke                            | Ast mit Last von Falk Schuster         | Odeon: El Tiempo Suspendido von Jo Graell | Amsterdam von Sönke Held                                                       |

### 2012
|          | Spielfilm                                                                                       | Animationsfilm                                       | Dokumentarfilm                                                     | Experimentalfilm                                |
| -------- | ----------------------------------------------------------------------------------------------- | ---------------------------------------------------- | ------------------------------------------------------------------ | ----------------------------------------------- |
| 1. Platz | Dicen von Alauda Ruiz de Azúa und La Lavadora von Ana Aurora Rodríguez und Andrea Correa Quiroz | Duo de Volailles, sauce chasseur von Pascale Hecquet | Stimmig - 10 Vokalexkursionen von Lena Giovanazzi und Daniel Büche | Wenn ich nicht geboren wäre von Hendrik Schäfer |
| 2. Platz | Souterrain von Erwin Häcker                                                                     | Bob von Jacob Frey und Harry Fast                    | L'equip petit von Dani Resines und Roger Gómez                     | Tungu von Marc Rühl                             |
| 3. Platz | Picnic von Gerardo Herrero und Sin Palabras von Bel Armenteros                                  | Pirate Pals von Marius Fietzek                       | Saba-Rost von Monika Grassl                                        | Rasumowsky von Andreas Kessler                  |

### 2013
|          | Spielfilm                                                  | Animationsfilm                     | Dokumentarfilm                                                              | Experimentalfilm                                |
| -------- | ---------------------------------------------------------- | ---------------------------------- | --------------------------------------------------------------------------- | ----------------------------------------------- |
| 1. Platz | Stufe Drei von Nathan Nill                                 | Luminaris von Juan Pablo Zaramella | Beige von Sylvie Hohlbaum                                                   | Momentum von Boris Seewald                      |
| 2. Platz | Felix von Anselm Belser                                    | From Dad To Son von Nils Knoblich  | Portraits de voyages von Bastien Dubois                                     | 6. Sinn, 3. Auge, 2. Gesicht von Jan Riesenbeck |
| 3. Platz | Spaghetti für Zwei von Betina Dubler, Matthias Rosenberger | The Hopper von Alex Brüel Flagstad | Das mongolische Mädchen mit der Tüte voller Glücksgefühle von Tatjana Kleut | 2011 12 30 von Leontine Arvidsson               |

### 2014
|          | Spielfilm                                         | Animationsfilm                                      | Dokumentarfilm                                                                      | Experimentalfilm/Musikvideo                      |
| -------- | ------------------------------------------------- | --------------------------------------------------- | ----------------------------------------------------------------------------------- | ------------------------------------------------ |
| 1. Platz | Der späte Vogel von Sascha Vredenburg             | High Wool von Nikolai Maderthoner und Moritz Mugler | Finistère von Daniel Andreas Sager                                                  | Night Light von Noha Choukrallah                 |
| 2. Platz | Das Begräbnis des Harald Kramer von Marc Schlegel | essen - stück mit aufblick von Peter Böving         | Peter Rist, Idealist von Michael Schwarz                                            | MeTube von Daniel Moshel                         |
| 3. Platz | Süße Seeluft von Thomas Hessmann, Stefan Siebert  | Padre von Santiago 'Bou' Grasso                     | Their skin was their only sin von András B. Vágvölgyi und Bubeníček von Dieu Hao Do | Best Part - Vivant & IRIZZ von Julius Schultheiß |

### 2015
|          | Spielfilm                      | Animationsfilm               | Dokumentarfilm                                             | Experimentalfilm/Musikvideo |
| -------- | ------------------------------ | ---------------------------- | ---------------------------------------------------------- | --- |
| 1. Platz | Sadakat von Ilker Çatak        | Roadtrip von Xaver Xylophon  | Born to be mild von Andy Oxley                             | Dead fish from Berlin von Marcel Back |
| 2. Platz | Nuvola von Giulio Mastromauro  | The Present von Jacob Frey   | Boulevard's end von Nora Fingscheidt                       | Hybris von Arjan Brentjes |
| 3. Platz | Schnee in Rio von Manuel Vogel | Beach flags von Sarah Saidan | Ein Bisschen Normalität von Thomas Toth und Michael Schaff | The quick guide how to get famous in five minutes. How to get somewhere sometimes von Dennis Stormer und Some entropy in your tea von Alex Anikina |

### 2016
|          | Spielfilm                                             | Animationsfilm                                      | Dokumentarfilm                               | Experimentalfilm/Musikvideo                             |
| -------- | ----------------------------------------------------- | --------------------------------------------------- | -------------------------------------------- | ------------------------------------------------------- |
| 1. Platz | Die Badewanne von Tim Ellrich                         | Trial & Error von Antje Heyn                        | Globaleyes von Jeff Coons                    | Freedom & Independence von Bjørn Melhus                 |
| 2. Platz | Die Ballade von Ella Plummhoff von Barbara Kronenberg | Viaje A Pies (Travel By Feet) von Khris Cembe       | Break In von Mikel Aristregi & José Bautista | Ostrannenie von Alex Anikina                            |
| 3. Platz | Samira von Charlotte A. Rolfes                        | We Can't Live Without Cosmos von Konstantin Bronzit | Gedanken Übermacht von Oliver Völkel         | Metube 2: August Sings Carmina Burana von Daniel Moshel |

### 2017
|          | Spielfilm                                            | Animationsfilm                                               | Dokumentarfilm                                                | Experimentalfilm/Musikvideo             |
| -------- | ---------------------------------------------------- | ------------------------------------------------------------ | ------------------------------------------------------------- | --------------------------------------- |
| 1. Platz | Watu Wote \| Watu Wote – All of us von Katja Benrath | Our Wonderful Nature - The Common Chameleon von Tomer Eshed  | Künstler Von Unten \| Artists From Below von Jana Papenbroock | The Most Exciting Thing von Eva Münnich |
| 2. Platz | Last Call Lenny von Julien Lasseur                   | Eine Villa Mit Pinien \| The Pine Tree Villa von Jan Koester | Nobody Dies Here von Simon Panay                              | Mikveh von Adrian Garcia Gomez          |
| 3. Platz | [Out Of Fra]me (Out Of Frame) von Sophie Linnenbaum  | Made In Spain von Coke Riobóo                                | Berta von Julius Dommer                                       | Parasite von Mauricio Sanhueza          |

### 2018
|          | Spielfilm                           | Animationsfilm                          | Dokumentarfilm                                  | Experimentalfilm/Musikvideo                          |
| -------- | ----------------------------------- | --------------------------------------- | ----------------------------------------------- | ---------------------------------------------------- |
| 1. Platz | Off The Hook von Pat Howl Kostyszyn | L'aria del Moscerino von Lukas von Berg | Tracing Addai von Esther Niemeier               | Der leere Schatten (Empty Shadow) von Linda Weidmann |
| 2. Platz | Regarde von Charles Grammare        | Sog von Jonatan Schwenk                 | Anderswo von Adrian Figueroa                    | ,[,Unum,], von David Gesslbauer & Michael Lange      |
| 3. Platz | Haram von Mahir Yildiz              | Sand von Arjan Brentjes                 | Into The Dawn von José Antonio Jiménez Esquivel | Unfollow von Marcel Izquierdo Torres                 |

### 2019
|          | Spielfilm                                       | Animationsfilm                                                              | Dokumentarfilm                    | Experimentalfilm/Musikvideo                                                                  |
| -------- | ----------------------------------------------- | --------------------------------------------------------------------------- | --------------------------------- | -------------------------------------------------------------------------------------------- |
| 1. Platz | Haar Naam Was von Helena Dalemans               | Der Tod Des Filmemachers von Cornelius Koch und Nuit Chérie von Lia Bertels | CSL von Christoph Schwarz         | Blumenwurst von Roland Cremerius                                                             |
| 2. Platz | La Famille Dakota von Toni Hilgersson           | Como Y Porque Se Ha Esfumado Don Jose von Moshe Ben-Avraham                 | Doppelgänger von Michaela Taschek | A Year Along The Geostationary Orbit von Felix Dierich und La Via Divina von Ilaria Di Carlo |
| 3. Platz | Living With The Never-Mind von Konstantin Enste | Inanimate von Lucia Bulgheroni                                              | Brocki von Ronja Hemm             | Der Blaue Kran 2.0 von Marlen Frieß                                                          |

### 2023
|          | Spielfilm                                         | Animationsfilm                                         | Dokumentarfilm                                         | Experimentalfilm/Musikvideo            |
| -------- | ------------------------------------------------- | ------------------------------------------------------ | ------------------------------------------------------ | -------------------------------------- |
| 1. Platz | Branka von Ákos K. Kovács                         | A Goat's Spell von Gerhard Funk                        | Buurman Abdi (engl. Neighbour Abdi) von Douwe Dijkstra | Die Zweitbesetzung von Zeno Gries      |
| 2. Platz | Memoir of a Veering Storm von Sofia Georgovassili | Transfuzija (engl. Transfusion) von Igor Bojan Vilagoš | Alleingang von Raphael Schanz                          | Action! von Arne Körner                |
| 3. Platz | 1/4 Ante Meridiem von Alex Noppel Briseño         | König von Emily Ufken                                  | Angelique von Elisabeth Kratzer                        | Study for Clouds von Jyrgen Ueberschär |